# 小行星5389
小行星5389（5389 Choikaiyau）是一颗绕太阳运转的小行星，为主小行星带小行星。该小行星于1981年10月29日，由中国科学院紫金山天文台发现。

## 轨道参数
小行星5389的轨道半长轴为2.3791536 UA，离心率为0.155。